# Benjamin Russell
Benjamin Rolph Mathew Russell (15 de septiembre de 1987) es un deportista canadiense que compitió en piragüismo en la modalidad de aguas tranquilas.
Ganó una medalla de bronce en el Campeonato Mundial de Piragüismo de 2013, en la prueba de C1 4 × 200 m. En los Juegos Panamericanos consiguió dos medallas, oro en 2015 y bronce en 2007.

## Palmarés internacional
| Campeonato Mundial   | Campeonato Mundial      | Campeonato Mundial | Campeonato Mundial |
| Año                  | Lugar                   | Medalla            | Competición        |
| -------------------- | ----------------------- | ------------------ | ------------------ |
| 2013                 | Duisburgo (Alemania)    | Medalla de bronce  | C1 4 × 200 m       |
| Juegos Panamericanos |                         |                    |                    |
| Año                  | Lugar                   | Medalla            | Competición        |
| 2007                 | Río de Janeiro (Brasil) | Medalla de bronce  | C1 1000 m          |
| 2015                 | Toronto (Canadá)        | Medalla de oro     | C2 1000 m          |